# Ingegerd Levander
Ruth Ingegerd Levander, gift Åström, född Weibring den 20 september 1901 i Gärsnäs, död 14 juni 1996 i Vindeln, var en svensk företagare och politiker. Hon var en central person inom svensk tjärexport på 1900-talet. Hon var aktiv inom Allmänna valmansförbundet, senare Högerpartiet, med många styrelseuppdrag.

## Biografi
Ingegerd Levander växte upp tillsammans med tre syskon i Skåne. Hennes föräldrar var Hulda Nilsson och jordbruksinspektören Adolf Weibring. Efter att ha avlagt realskoleexamen åkte hon till Vindeln i Västerbotten, för att arbeta som guvernant. Där arbetade hon hos familjen Gram under cirka ett år. I samband med detta träffade hon Birger Åström, son till Anders Åström i Vindeln som var delägare och en av grundarna av Umeå tjärexport AB (UTAB).
Efter året i Vindeln fortsatte Ingegerd Levander som guvernant i Viken, Ramsjö i Hälsingland och gick sedan på Elisabeth Östmans Husmodersskola i Stockholm. År 1923 gifte hon sig med Birger Åström och flyttade åter till Vindeln.
Sedan svärfadern Anders Åström dött 1915 sålde familjen Åström sin del av UTAB. De nya ägarna hamnade dock i ekonomiska svårigheter och bolaget rekonstruerades, men utan framgång, varpå bolaget gick i konkurs och såldes. Företagets lanthandelsaffärer såldes för sig, medan den övriga rörelsen tillsammans med varumärket såldes tillbaka till Birger Åström och J.R. Johansson i februari 1925.
Ingegerd och Birger Åström fick på 1920-talet två döttrar, Anne-Marie och Inger. Ingegerd Åström intresserade sig tidigt för både företaget och familjens affärer, hon följde med sin make ut i skogen och gick igenom räkenskapsböcker. Hon upptäckte på så sätt oegentligheter i företaget, med bland annat högavlönade personer som inte skötte sina jobb. När hon påpekade detta för sin make, fick hon till svar att hon gärna fick reda upp det. Med anledning av detta utbildade sig Ingegerd Levander genom korta kurser i Stockholm, bland annat i maskinskrivning och handelslära, och i januari 1931 började hon arbeta på UTAB:s kontor.

### Företagande
Den 27 april 1931 avled Birger Åström hastigt i en hjärnblödning. Döttrarna var då endast 3 och 6 år. Den Åströmska familjen, Birgers mor Ellen Åström samt hans syskon Astrid och Filip Åström, höll familjeråd och bestämde att den nyblivna änkan skulle gå in i firman som verkställande direktör och överta den avlidne makens övriga poster som familjens representant för Degerfors Qvarnaktiebolag samt Vindelns Såg och Vattenkraft AB. Ingegerd Levander var redan insatt i affärerna och kunde därför ta över sin avlidne makes arbete.
I december 1932 åkte Ingegerd Levander på sin första affärsresa, vilken gick till Norge. Ett drygt år senare, i januari 1933, utträdde J.R. Johansson ur firman och Ingegerd Levander drev den vidare på egen hand.
När Ingegerd Levander gick in i företaget var utlandsmarknaden vacklande. Den dalbrända Västerbottenstjäran var, trots sitt goda rykte, inte särskilt efterfrågad, men genom Ingegerd Levanders arbete utvecklades företaget åter till ett av de ledande inom branschen.
Under affärsresorna i bland annat Norge uppdagade Ingegerd Levander flera fall av varumärkesintrång, där konkurrerande firmor köpt upp tomma tunnor märkta Umeå Tjärexport AB och fyllt dem med tjära av sämre sort, för att sedan sälja dem under förespegling att det var tjära av hög kvalitet från Västerbotten. Ingegerd Levander kom under 1930-talet att vinna en fyra år lång process, där hon lyckades skydda varumärket UTAB. Ungefär samtidigt drev hon en lika lång process om vattenrätten för Degerfors kvarn. Även i det senare fallet fick hon till slut rätt i alla instanser.
År 1935 gifte Ingegerd Levander om sig med landsfiskalen Torsten Levander. De flyttade året därpå till Vilhelmina, där Torsten Levander fått tjänst. Ingegerd Levander befann sig ofta på resande fot. Hon lade stor vikt vid att åka ut och träffa tjärleverantörerna, och att göra besök vid tjärdalarna. Det senare inte minst eftersom hon betalade i förskott och processen att ta fram tjära är lång. Räknat från start tog det över ett år från det att stubbarna höggs under hösten, till det att själva tjärdalen lades framåt midsommar för att sedan vräkas på hösten och slutligen säljas kommande vår.
Sommaren 1938 gjorde Ingegerd Levander en språkresa till Tyskland och Italien, för att bättra på språkkunskaperna. I samband med andra världskriget stoppades dock exporten av tjära. Vissa exportörer blev sedan utvalda och auktoriserade för vidare handel med tjära. UTAB var ett av de företag som valdes ut och Ingegerd Levander var den enda kvinnliga aktören i sammanhanget.

### Politiskt engagemang och övriga uppdrag
Ingegerd Levander var under sin livstid aktiv i ett flertal olika föreningar och styrelser, inte sällan på ordförandeposter. Hon var aktiv politiker inom Allmänna valmansförbundet (senare Högerpartiet, numera Moderata samlingspartiet) under en stor del av sitt liv. När Ingegerd Levander som nygift kom till Västerbotten fanns endast en kvinnoförening inom högern, Umeå stads moderata kvinnoförening. Den andra bildades i Vindeln 1929 och Ingegerd Levander blev första ordförande i den nybildade föreningen – en post hon hade kvar fram till 1935 då hon flyttade till Vilhelmina. Under åren i Vindeln var hon också ledamot i Västerbottens högerförbund, som representant för Vindeln. Även i Vilhelmina blev Ingegerd Levander ordförande i Moderata kvinnoföreningen mellan åren 1936–1946. I Vilhelmina blev hon också som första kvinna invald i Vilhelmina kommunal- och municipalfullmäktige. Under dessa år valdes hon även till ordförande i Länskvinnorådet i Västerbotten, och blev därmed också medlem i Västerbottenhögerns arbetsutskott.
År 1945 flyttade paret återigen, då Torsten Levander fått tjänst i Umeå. År 1946 valdes Ingegerd Levander, som första kvinna, in som andre vice ordförande i Västerbottens högerförbund. Hon blev ordförande för Umeå stads moderata kvinnoförening 1947, men avsade sig ordförandeskapet redan samma år. Hon satt dock som ordinarie styrelsemedlem mellan 1948 och 1955. Hon var under en period även Länskvinnoordförande i Högerkvinnorna samt ledamot i Högerns centrala kvinnoråd.
Parallellt med det politiska arbetet satt Ingegerd Levander med i styrelsen för flera andra föreningar och bolag. Inte sällan var hon en av initiativtagarna till att en förening bildades, och ofta återfanns hon på ordförandeposten. Exempel på det senare är bland annat Kvinnoföreningarnas beredskapskommitté i Vilhelmina samt Vilhelmina luftskyddsförening. När Inner Wheel startades i Umeå 1952 valdes Ingegerd Levander till president, för att under 1960- och 1970-talet fungera som både distriktspresident och charterpresident i Inner Wheel Västerbotten. Hon var VD för Degerfors Qvarnaktiebolag från 1931 och blev från år 1963 även styrelseordförande. I Vindelns Såg- och Vattenkraft AB var hon sekreterare i styrelsen från 1931 fram till 1964 då hon även där blev ordförande.

### Sista åren
Ingegerd Levander bodde kvar i Umeå fram till makens pensionering då paret åter flyttade till Vindeln. Ingegerd Levander drev UTAB ända till början av 1980-talet då hon själv var drygt 80 år. Som direktör och ägare av UTAB blev Ingegerd Levander känd som ”Tjärdrottningen”, en viljestark kvinna med pondus, i ledande roller inom både företag, politik och föreningsliv.
Ingegerd Levander dog 1996, några månader före sin 95-årsdag. Hon bodde ända till slutet på den Åströmska gården i Vindeln.